# Sibirski Kanat
Sibirski Kanat je bio turkijsko-mongolski kanat sa sjedištem u tvrđavi Sibir (danas Qaşliq, svojedobno i İskär) blizu današnjeg Tobolska, koji su u 16. stoljeću razorili ruski Kozaci pod vodstvom Jermaka Timofejeviča. Po toj državi su Rusi nazvali čitav današnji Sibir.
Osnovao ga je legendarni kan On koji je ubijen oko 1450. Na vlasti u Kanatu nasilno su se smjenjivala dva klana, klan kana Ona odnosno njegovog sina Tajbuga (po nekim izvorima Tajbugid) i klan Šibani kana. Kanat je trgovao krznima cijelom Azijom i bio je obilježen kulturnim nasljeđem Zlatne Horde.
U vrijeme vladavine šibanidskog kana Ibaqa (oko 1464. – 1495.) oslobađaju se poluvazalnog odnosa prema uzbečkom kanu Abulhairu (Abu'l-Khayr) (1412. – 1468., vladao 1428. – 1468.) i pobjedonosno se okreću protiv svojih rođaka u Zlatnoj Hordi (Ahmed Kan) i pokušavaju uspostaviti ravnopravan odnos s carevima u Moskvi. Međutim, Ibaqa je ubio protivnički klan Tajbuga čiji je vođa Mamuk (zvan i Mahmet) vladao nakon toga. Mamuk je premjestio glavni grad u Isker/Sibir. 
Ibaqov unuk Kičim Kan (vladao 1563. – 1598., umro 1600.) odstranio je Tajbugida Edigera koji se još 1557 podredio vladarima Ruskog carstva. Kičim je bio u savezu s Uzbecima i pokušavao uvesti Islam u svoj kanat. Doveo je misionare iz Buhare. Ali nije im uspjelo istisnuti šamanizam, iako se Kičim u tu svrhu služio i silom. Godine 1571. odbio je, u savezu s krimskim kanatom, platiti danak caru Ivanu IV. Međutim, njegova se država pokazala kao nedovoljno čvrsta, jer se nakon osvajanja kozačkog osvajanja grada Sibira 1582. brzo raspala.
Vogulski i osjački vazali, kao i tatarski vojskovođe ali i dva njegova sina napustili su Kičima. Sin Ali uspio je još jednom, nakon Jarmakove smrti, osvojiti glavni grad, ali tu su se opet umiješali Tajbugidi: njihov pretendent na prijestolje ga je protjerao, ali niti on se nije uspio održati. U ljeto 1598. na ga je Obu potukao ruski vojvoda Vojkov. Kičim je pobjegao Nogairima, koji su ga ubili. 
Time počinje rusko osvajanje Sibira, koje se proteglo još duboko u 17. stoljeće.